# Gaslys
Gaslys (original titel på engelsk: Gaslight) er en amerikansk film fra 1944, der er instrueret af George Cukor og har Ingrid Bergman og Charles Boyer i hovedrollerne.
Udtrykket gaslighting stammer fra denne film.

## Handling
En sindssyg og farlig kriminel gør gode miner til slet spil, gifter sig, og forsøger derefter at drive sin kone til vanvid for at kunne få fat i nogle skjulte værdier. Det gør han gennem systematisk manipulation, bl.a. ved at skrue op og ned for hjemmets gasbelysning for efterfølgende at benægte, at det er sket.

## Medvirkende
- Charles Boyer som Gregory Anton/Sergis Bauer
- Ingrid Bergman som Paula Alquist Anton
- Terry Moore som 14-årige Paula
- Joseph Cotten som Brian Cameron
- Dame May Whitty som Miss Bessie Thwaites
- Angela Lansbury som Nancy Oliver
- Barbara Everest som Elizabeth Tompkins
- Emil Rameau som Maestro Guardi
- Edmund Breon som General Huddleston
- Halliwell Hobbes som Mr. Mufflin, Paulas sagfører
- Tom Stevenson som politibetjent Williams
- Heather Thatcher som Lady Mildred Dalroy
- Lawrence Grossmith som Lord Freddie Dalroy
- Jakob Gimpel som pianist